# Miljards vasaru
Miljards vasaru är det tredje studioalbumet av det lettiska indierockbandet Sudden Lights. Albumet släpptes den 13 maj 2022 och föregicks av fyra singlar; Elektriskā gaisma, Klusumi, Siltas vasaras ēnā och Laternas.

## Låtlista[1]
| Nr           | Titel                       | Längd |
| ------------ | --------------------------- | ----- |
| 1.           | Siltas vasaras ēnā          | 3:09  |
| 2.           | Klusumi                     | 3:37  |
| 3.           | Saules noburtā              | 3:29  |
| 4.           | Pāris neuzņemtu foto        | 2:56  |
| 5.           | Laternas                    | 3:14  |
| 6.           | Atpakaļ patīt               | 3:31  |
| 7.           | Elektriskā gaisma           | 2:38  |
| 8.           | Jasmīns                     | 2:26  |
| 9.           | Miljards vasaru             | 3:29  |
| 10.          | Izslēdz gaismu, kad ej prom | 3:00  |
| Total längd: | Total längd:                | 31:35 |